# CyberConnect2
CyberConnect2 Company, Limited (サイバーコネクトツー?, Saibā Konekuto Tsū) è uno studio di sviluppo di videogiochi noto soprattutto per il suo lavoro sulla serie .hack, insieme a una serie di giochi di combattimento basato sul franchise di Naruto. Sono noti anche per la creazione della serie spirituale Little Tail Bronx.

## Storia
CyberConnect2 fu formata per la prima volta il 16 febbraio 1996 come "CyberConnect", ma il 16 settembre del 2001, è stato rinominato "CyberConnect2". Il 3 ottobre del 2007, CyberConnect2 ha cambiato il loro logo e ha deciso di espandere la loro produzione al di là giochi, iniziando con la formazione di "Sensible Art Innovation" per creare la trilogia. hack//G.U., e Lien per comporre la musica.

## Giochi sviluppati

### .hack//franchise
- .hack//Infection (PlayStation 2)
- .hack//Mutation (PlayStation 2)
- .hack//Outbreak (PlayStation 2)
- .hack//Quarantine (PlayStation 2)
- .hack//frägment (PlayStation 2)
- .hack//G.U. vol. 1//Rebirth (PlayStation 2)
- .hack//G.U. vol. 2//Reminisce (PlayStation 2)
- .hack//G.U. vol. 3//Redemption (PlayStation 2)
- .hack//Link (PlayStation Portable)
- .hack//Versus (PlayStation 3)
- Guilty Dragon ギルティドラゴン-罪竜と八つの呪い (Android, iOS)[1]

### Little Tail Bronx
- Tail Concerto (PlayStation)
- Solatorobo: Red the Hunter (Nintendo DS)
- Mamoru-kun disaster awareness campaign
- Little Tail Story (Android, iOS)
- Fuga: Melodies of Steel (PlayStation 4, PS5, Xbox One, Xbox Series X/S, Nintendo Switch, PC)
- Fuga: Melodies of Steel 2 (PlayStation 4, PS5, Xbox One, Xbox Series X/S, Nintendo Switch, PC)

### JoJo's Bizarre Adventure(Le bizzarre avventure di JoJo)
- JoJo's Bizarre Adventure: All Star Battle (PlayStation 3)
- JoJo's Bizarre Adventure: Eyes of Heaven (PlayStation 3, PlayStation 4)

### Demon Slayer
- Demon Slayer: Kimetsu no Yaiba – The Hinokami Chronicles (PlayStation 4, PS5, Xbox One, Xbox Series X/S,  Nintendo Switch, PC)
- Demon Slayer: Kimetsu no Yaiba – Sweep the Board (PlayStation 4, PS5, Xbox One, Xbox Series X/S,  Nintendo Switch, PC)

### Naruto: Ultimate Ninja
- Naruto: Ultimate Ninja (PlayStation 2)
- Naruto: Ultimate Ninja 2 (PlayStation 2)
- Naruto: Ultimate Ninja Heroes (PlayStation Portable)
- Naruto: Ultimate Ninja Heroes 2: Phantom Fortress (PlayStation Portable)
- Naruto: Ultimate Ninja 3 (PlayStation 2)
- Naruto Shippuden: Ultimate Ninja 4 (PlayStation 2)
- Naruto Shippuden: Ultimate Ninja 5 (PlayStation 2)
- Naruto Shippuden: Ultimate Ninja Heroes 3 (PlayStation Portable)
- Naruto: Ultimate Ninja Storm (PlayStation 3)
- Naruto Shippuden: Ultimate Ninja Storm 2 (PlayStation 3, Xbox 360)
- Naruto Shippuden: Ultimate Ninja Impact (PlayStation Portable)
- Naruto Shippuden: Ultimate Ninja Storm Generations (PlayStation 3, Xbox 360)
- Naruto Shippuden: Ultimate Ninja Storm 3 (PlayStation 3, Xbox 360)
- Naruto Shippuden: Ultimate Ninja Storm 3 Full Burst (PlayStation 3, Xbox 360, PC)
- Naruto Shippūden: Ultimate Ninja Storm Revolution (PlayStation 3, Xbox 360, PC)
- Naruto Shippuden: Ultimate Ninja Storm 4 (PlayStation 4, Xbox One, PC)

### Altri
- Silent Bomber (PlayStation)
- Asura's Wrath (PlayStation 3, Xbox 360)
- Shadow Escaper (Android, iOS)
- Shinigami Messiah (Android, iOS)
- Dragon Ball Z: Kakarot (PlayStation 4, Xbox One, PC)